# 赤木圭一郎
赤木 圭一郎（あかぎ けいいちろう、1939年〈昭和14年〉5月8日 - 1961年〈昭和36年〉2月21日）は、日本の映画俳優。本名：赤塚 親弘（あかつか ちかひろ）。愛称はトニー。

## 経歴

### 生い立ち
東京府東京市麻布区麻布笄町（現在の東京都港区西麻布4丁目）で歯科医の家庭に生まれ、後に神奈川県鎌倉市へ疎開。1948年（昭和23年）4月、藤沢市鵠沼に転居する。薩摩藩士の流れである。
栄光学園中学校から藤沢市立鵠沼中学校を経て神奈川県立鎌倉高等学校卒業後、成城大学文芸学部に入学した（在学中に他界）。

### 映画界入り
1958年（昭和33年）、日活第4期ニューフェイスとして日活へ入社。石原裕次郎主演の『紅の翼』に本名の「赤塚親弘」名義で群衆の一人としてエキストラ出演し、これが映画デビュー作となった。その西洋的風貌や退廃的な雰囲気がこれまでの日本人俳優にはない個性として評判を呼び、「トニー」の愛称で主人公の弟分や準主役級として出演するようになった。この愛称は、1950年代から1960年代にかけて人気のあったアメリカの俳優、トニー・カーティスにどことなく風貌が似ていたことが由来である。
1959年（昭和34年）『拳銃0号』で演じた不良少年役が評判になった後、鈴木清順監督の『素っ裸の年令』で初主演を果たす。この映画で赤木の人気に手応えを感じた日活は、『清水の暴れん坊』と『鉄火場の風』で石原と共演させるとこれらの映画が評判となった。日活はさらに1960年1月から赤木、石原、小林旭に和田浩治を加えた4人で「ダイヤモンドライン」を結成させ、それぞれ毎月1本ずつのペースで彼らの主演映画を製作することにした。
その後、『拳銃無頼帖』シリーズなど20本以上の無国籍アクション映画に主演し、日活のアクション俳優として「タフガイ＝石原裕次郎」「マイトガイ＝小林旭」に続く「第三の男」と呼ばれた。その風貌から「和製ジェームズ・ディーン」とも云われた。また、『霧笛が俺を呼んでいる』（1960年）では少年時代からの憧れだったという船乗りを演じ、「マドロス姿が最もさまになる日活俳優」とも評価された。
歌手としても、日本グラモフォン（ポリドール）から『霧笛が俺を呼んでいる』をはじめとする数々のヒット曲をリリースした（生前レコーディングしたのは、全部で25曲）。その声は低音で哀愁があり、ブルースが似合う声と評された。

### 急死
1961年（昭和36年）2月14日12時20分頃、石原裕次郎のケガにより代役となって撮影に臨んだ映画『激流に生きる男』のセット撮影中の昼休憩時に、セールスマンが持ってきたゴーカートを日活撮影所内で運転中、咄嗟にブレーキとアクセルを踏み違え、60 km/h以上のスピードで大道具倉庫の鉄扉に激突し、東京都北多摩郡狛江町（現：狛江市）にある慈恵医大病院に緊急搬送された。一時は意識が戻ったものの、2月20日になって再び昏睡状態に陥り、2月21日午前7時50分、前頭骨亀裂骨折に伴う硬膜下出血のため、21歳で死去した。赤木の家族らと共に長門裕之も臨終に居合わせた。葬儀は杉並区永福にある大円寺にて2月23日の午後2時より執り行われ、多くの芸能関係者など4,000人が参列した。
また、赤木の死に顔を見た宍戸錠は、「まるでハリウッドの俳優ルドルフ・ヴァレンティノのようだった」と語った。宍戸は、長門など他の俳優やスタッフらと共に赤木がゴーカートを走らせる前からその場に居合わせており、弟の郷鍈冶、そして杉山俊夫共々家族同様に親しい間柄だった。
神奈川県鎌倉市の長勝寺には赤木の胸像が、材木座霊園には記念碑が建立されている。墓は静岡県富士宮市の大石寺典礼院L-2区881号にある。

### 没後
赤木のプロマイドは、死後6年経った1967年（昭和42年）まで、男優部門での売り上げ10位以内に入り続けるという高い人気を保った。同年には『激流に生きる男』の未完成フィルムの一部と、ゆかりの俳優たちの座談会などで構成された『赤木圭一郎は生きている 激流に生きる男』が公開され、写真集やレコードも発売された。
「赤木圭一郎を偲ぶ会」の野口正光会長は、「赤木が亡くなって今年（2021年）で60周年ですが、赤木を知らない世代の若者も入ってくれており、こんなにオーラのある俳優は赤木圭一郎だけかもしれません。まさに100年に一人の大スターだと思います」と語った。また、小林旭も後年「もし赤木が生きていたら、俺も裕次郎も霞んでいた」と赤木のスター性を高く評価している。

## 人物

### 学生時代
1939年に赤塚家の次男（6人きょうだいの4番目で兄が一人、姉が二人、妹が二人いる）として生まれた。戦時中に一家で湘南の片瀬海岸に疎開し、そのまま終戦を迎えた。湘南学園小学校に入学したが、その後三浦郡葉山町に引っ越した事で葉山小学校に転校。小学生時代は家の裏山で友達とインディアンごっこをしたり、妹と一緒に海で泳ぐなどしていた。勉強嫌いだったが成績は良かった。
中学は父の希望でクリスチャン系の私立の名門・栄光学園に入学するも、勉学第一の校風に馴染めず地元の鵠沼中学校に転校した。鎌倉高校時代は帰宅部として自由を謳歌した。ただし、スポーツ好きだった為助っ人を頼まれては柔道、テニス、ボクシング、水泳などの様々な部に一日入部する形で色々と楽しんだ。見た目の良さに加えスポーツ万能、成績もそこそこ優秀だった事から同級生の間でも特に目立つ存在だった。

### 俳優デビューと芸名
成城大学文芸学部に進学し気ままな学校生活を送っていた1年生の夏休みに、父の囲碁仲間だった日活プロデューサー・高木雅行が赤木家に囲碁を打ちに来た。容姿端麗な赤木は高木の目に留まり、役者にスカウトされると「いいアルバイトになる」と軽い気持ちでこの誘いに乗って後日オーディションを受ける。当時日活は二枚看板俳優だった石原、小林に続く新人俳優を探しており、赤木は全国2万人を超える応募者の中から男8人女13人の「第4期ニューフェイス」の1人として選ばれて入社した。同期の日活俳優・野呂圭介によると、入社直後の赤木について「撮影所の女優たちの間で『裕次郎さんの後を継ぐのは赤木くんに違いない』と早くも評判になった」とのこと。
当初は本名の赤塚親弘で活動したが、入社からほどなくして井上梅次監督から「もっと簡単で親しみやすい芸名にした方がいい」と改名を助言された。井上の考案で、井上の母校である慶應義塾大学で当時野球部で活躍していた赤木健一から名前を借り、「下の名前は、石原裕次郎にあやかって三文字にしよう」ということから“赤木圭一郎”に決まった。

### 人気俳優として
1960年に主演した『拳銃無頼帖』シリーズの第一作『拳銃無頼帖 抜き射ちの竜』は、赤木にとって初のカラー作品にして大ヒットとなり、トニー人気は不動のものとなった。この頃から月収も15万円まで跳ね上がった(大卒の初任給が1万数千円の時代)。同年12月に、映画製作者協会の新人賞を受賞。
人気俳優の仲間入りを果たしたがいいことばかりではなく、赤木はこの頃から撮影スケジュールに追われるようになる。少しでも通勤時間を減らすため、東京・調布市の撮影所付近に住んでいた山崎辰夫撮影所長の自宅に間借りしたが、目覚まし時計を3個使わないと起きられないほど寝不足に苦しんだ。同期の野呂圭介によると「あの頃の赤木は撮影の合間に少しでも時間があると、部屋の隅に座り込んで仮眠をとっていた。そんな状況でも『NGを出さないこと』を信条にしていた彼は、スタッフの誰からも愛されていた」という。　

### 事故
1961年1月、『激流に生きる男』で主演を演じるはずだった石原裕次郎が、スキーで転倒して骨折したことで赤木にその代役が回ってくる。ただでさえ多忙だった赤木は、この映画への参加により超人的なスケジュールを送ることとなった。2月14日午前中に赤木が栄養剤を2本も飲んで撮影を行った後、昼休みの日活撮影所の中庭では俳優や歌手たちの行列ができていた。そこでは輸入代理店のセールスマンが持ってきた、当時アメリカで流行していたゴーカートを試乗させていた。赤木は疲労困憊だったが運転が好きだったことから、「すぐに撮影始まるから先に乗せてよ」と言ってヘルメットを被ってゴーカートに乗り込んだが、撮影所内を走り出した直後に運転を誤り事故が起きた。
救急車で緊急搬送された後、慈恵医大病院で緊急手術が行われ、病院には家族や俳優仲間日活関係者、多数の報道陣が詰めかけ騒然となった。医師は赤木の関係者に「生命が危ぶまれる」と告げたが、事故翌日日活は会見を開くと周りを安心させるためか「重症に見えるが脳は大丈夫」と告げたという。手術後赤木は危篤状態が続き、19日朝9時頃に意識を回復しガーゼに浸した水を自分で飲んだがその後容態が悪化して昏睡状態となり、21日に静かに息を引き取った。
上記のゴーカートに乗る順番をじゃんけんで決めた結果、赤木が先に乗ったが、次は友人のかまやつひろしが乗る予定だった。また同日、同じ業者は車好きの夏木陽介へカートを売り込むために東宝も訪れていたが、業者は撮影で多忙だった夏木と接触しないまま東宝を去っていた。夏木は「もし自分がその日カートを見る時間が有れば購入していたかもしれない。そうすれば赤木は死ぬことはなかったかもしれない」と悔んだという。

### 対人関係

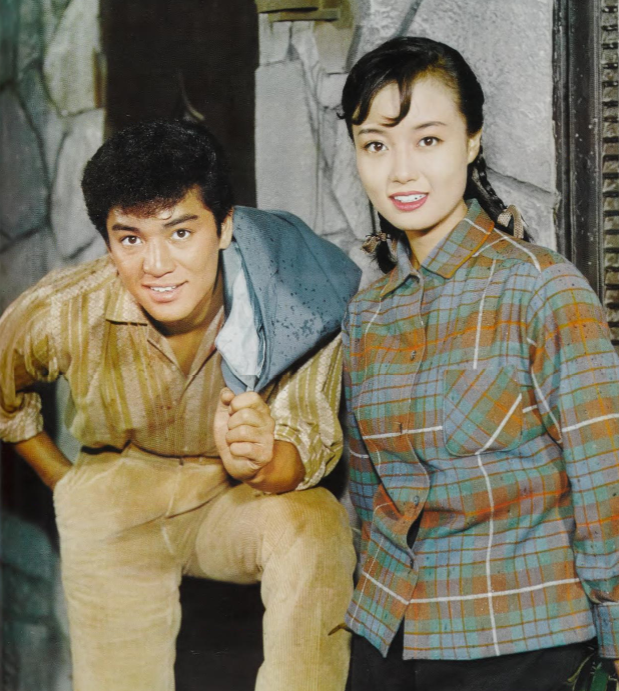
赤木と笹森礼子

- 笹森礼子は赤木との共演作が最も多かった女優であった。入社後暫くしてから湘南学園幼稚園の同窓であることが判った。

- 同じ日活の後輩女優で共演の経験もある吉永小百合は、赤木を「憧れの先輩だった」と語っている。赤木は吉永を「ラビットちゃん」という愛称で呼び、自家用車のMGの助手席に時々乗せてあげるなど可愛がっていた[6]。他にも吉永は、自身の著書や写真集、日活時代の思い出を語るインタビューなどで赤木とのエピソードや写真を挙げている。

- 加山雄三とは、日活と東宝で籍を置いた会社こそ違ったものの、1960年の秋、雑誌の取材で一緒になったことをきっかけに親しくなった。同世代で同じ湘南育ちということも手伝ってその親交は深まり、それは赤木の急逝まで続いたという。加山は、赤木とのエピソードを自著『湘南讃歌』『若大将の履歴書』などの中で綴っているほか、赤木をイメージして作曲した楽曲「夕映えのスクリーン」も発表している（加山のアルバム『LIFE』に収録。山川啓介による歌詞も、加山と赤木の友情をモチーフにしたものとなっている）。また加山と同じ東宝所属の夏木陽介とも親しくしていたという[15]。

- 当時の人気俳優にしては珍しく浮いた話は特に聞かれず、死後に美輪明宏が赤木との恋を告白したのが唯一とされる[6][16]。

### 趣味など
- 中学時代に横須賀の港を見て航海士に憧れ、中南米などを船で旅するのが夢だった。その後船乗りになるつもりで、高校卒業後の進路を水産系の学科がある大学や商船学校を志望したが、両親に反対されたため成城大学に進学先を変更した経緯がある。それでも船旅への憧れは収まらず、大学入学直後にスペイン船に乗って密航を試みて失敗したことがあるという[6]。
- 俳優として多忙になる中でステレオやスポーツカー、オートバイなどに趣味を広げ、カーマニアとしても知られるようになった。『拳銃無頼帖 抜き射ちの竜』に出演後に収入が増えてからは、いくつかの外車を購入し乗るようになった[6]。
- 映画鑑賞も愛好しており、アンジェイ・ワイダ監督のポーランド映画『灰とダイヤモンド』を何度も観ていて、暗く影のある主人公マチェックに非常に共感していたという。逆に自身の俳優業には違和感を覚えていたようで、ゲスト出演したラジオ番組では「映画は好きだけどやるのは好きじゃないです」と語っていた[17]。
- 昔からラジコン製作が好きで、中学時代に神奈川県のコンクールで入賞したことがある[6]。

### その他エピソード
- 身長は175cmでスラリとした体型だった。高校時代から女子生徒たちに人気があり、俳優になってからもファンレターの送り主はほとんどが若い女性だったが、昔から照れ屋で女性と話すのが苦手だった[6]。
- 皆でワイワイやるのを好んだ石原や小林とは対照的に、赤木は一人で海を眺めて詩作に耽る文学青年だった[6]。
- 地元と家族を愛していたため、俳優になってからはスケジュールの合間を縫って母の料理を食べに実家に帰ったり、湘南の海に泳ぎに行っていた[6]。
- 好物は、アイス、果物、牛肉[6]。
- プロ野球は、「弱いチームを応援したい」との理由から地元・大洋ホエールズ(現:横浜DeNAベイスターズ)のファンだった。ちなみに小林旭、葉山良二、小高雄二などの日活俳優たちと映画人野球大会に参加したことがある[6]。
- 好きな俳優は水島道太郎、マーロン・ブランド(赤木が日活に提出した身上書にこう記されていた)[6]。
- 背広やネクタイを嫌っていたため、普段はシャツにジーンズなどのラフなスタイルを好んで着ていたという[6]。

## 出演作

### 映画

『紅の拳銃』（1961年）

- 紅の翼（1958年、日活） ※エキストラ出演
- 実いまだ青し（1959年、日活）- ノンクレジット　応援部員 役
- 仮面の女（1959年、日活） - ノンクレジット
- 俺は挑戦する（1959年、日活） - ノンクレジット　高見ボクシングジムの練習生
- 嵐を呼ぶ友情（1959年、日活） - クレジットは赤塚親弘　バンドボーイ 役
- 群集の中の太陽（1959年、日活） - 城南大学ラグビー部員 役
- 狂った脱獄（1959年、日活）※この作品から、赤木圭一郎として活動するようになる
- 拳銃0号（1959年、日活）
- 絞首台の下（1959年、日活） - 柳本憲 役
- 街が眠る時（1959年、日活）
- 俺は淋しいんだ（1959年、日活）
- 若い傾斜（1959年、日活） - 庄子新吾 役
- ゆがんだ月（1959年、日活） - 早川 役
- 浮氣の季節（浮気の季節）（1959年、日活） - 印藤良平 役
- 素っ裸の年令（1959年、日活） ※初主演作品
- 清水の暴れん坊（1959年、日活） - 戸川健司 役 ※石原裕次郎と初共演
- 大学の暴れん坊（1959年、日活）
- 鉄火場の風（1960年、日活） - 速水健 役
- 拳銃無頼帖シリーズ
  - 拳銃無頼帖 抜き射ちの竜（1960年、日活）
  - 拳銃無頼帖 電光石火の男（1960年、日活） - 丈二 役
  - 拳銃無頼帖 不敵に笑う男（1960年、日活） - 早射ちの竜 役
  - 拳銃無頼帖 明日なき男（1960年、日活）
- 打倒（1960年、日活）
- 邪魔者は消せ（1960年、日活）
- 男の怒りをぶちまけろ（1960年、日活）
- 霧笛が俺を呼んでいる（1960年、日活） - 杉敬一 役
- 海の情事に賭けろ（1960年、日活）
- 幌馬車は行く（1960年、日活）
- 錆びた鎖（1960年、日活）
- 俺の血が騒ぐ（1961年、日活）
- 紅の拳銃（1961年、日活）完成した映画としては遺作
- 赤木圭一郎は生きている 激流に生きる男 (1967年、日活。死後6年後に、『激流に生きる男』の撮影済みの映像と日活関係者のインタビューで構成したものが映画として公開。)

## レコード
- 霧笛が俺を呼んでいる（映画『霧笛が俺を呼んでいる』主題歌）
- 男の怒りをぶちまけろ
- 黒い霧の町
- ふたりの渚 (映画『邪魔者は消せ』主題歌)
- 激流に生きる男
- 野郎泣くねえ!
- 俺の血が騷ぐ
- 海の情事に賭けろ
- 流転（上原敏のカバー。B面は宍戸錠の「旅笠道中」）

ほか